# كينيث بولتون
كينيث بولتون هو سياسي كندي، ولد في 1907 في برمنغهام في المملكة المتحدة، وتوفي في 1996 في فانكوفر في كندا. حزبياً، نشط في الحرب الديمقراطي الجديد لأونتاريو. وقد انتخب عضو برلمان مقاطعة أونتاريو.